# 中本道代
中本 道代（なかもと みちよ、1949年11月15日 - ）は、日本の詩人。

## 略歴
本姓・河辺。広島県佐伯郡（現広島市佐伯区）生まれ。広島女学院中学校・高等学校、京都大学文学部哲学科美学美術史専攻卒。1985年「悪い時刻」「卵割り」で第2回ラ・メール新人賞受賞、2009年『花と死王』で第18回丸山豊記念現代詩賞、2018年『接吻』で第26回萩原朔太郎賞受賞。「Ultra Bards」「オレンジ」同人。

## 著書
- 『春の空き家』詩学社、1982年。
- 『四月の第一日曜日』思潮社〈ラ・メール選書〉、1986年5月。NCID BA49998161
- 『ミルキーメイ』思潮社、1988年12月。ISBN 4783702748
- 『春分 vernal equinox』思潮社、1994年7月。ISBN 4783705232
- 『黄道と蛹』思潮社、1999年6月。ISBN 4783711283
- 『空き家の夢』ダニエル社、2004年1月。ISBN 4990103734
- 『花と死王』思潮社、2008年7月。ISBN 978-4783730620
- 『中本道代詩集』思潮社〈現代詩文庫〉、2012年8月。ISBN 978-4783709749
- 『接吻』思潮社、2018年7月。ISBN 978-4783736189